# Budelière
Budelière est une commune française située dans le département de la Creuse, en région Nouvelle-Aquitaine.

## Géographie
La commune de Budelière est située au nord-est du département de la Creuse, dans le canton de Chambon-sur-Voueize, au cœur du Pays Combraille. Elle se trouve à environ 52 km du chef-lieu de département, Guéret, à 18 km de Montluçon, 6 km de Chambon-sur-Voueize et 8 km d'Évaux-les-Bains. Délimitée à l'Ouest par l'étang de Réberie et à l'Est par les gorges de la Tardes, site classé Natura 2000, Budelière bénéficie d'une nature encore très préservée.
La commune est constituée des villages ou hameaux suivants : Les Bruyères, Chassagne, Chassat, La Chatelane, Le Châtelet, Chaumonteil, Chévechère, Le Clos, Les Coutures, La Denèche, la Gare, Grand Cros, Lonlevade, Madelaine, Maschaumeix, Montbardoux, La Montenelle, Moulin Chaponnet, Petit Cros, Pont et Poirier, Richeboeuf, Rochette, Le Rouchaud, Sac, Saget, Sauzet, Thermont, La Trimouille, Les Trimouilles, Vernon, Vernude, La Villederie.
| Viersat             |                 | Teillet-Argenty Allier |
| Chambon-sur-Voueize | Budelière       | Évaux-les-Bains        |
|                     | Évaux-les-Bains | Évaux-les-Bains        |

### Climat
Pour des articles plus généraux, voir Climat de la Nouvelle-Aquitaine et Climat de la Creuse.
Historiquement, la commune est exposée à un climat montagnard.
En 2020, Météo-France publie une typologie des climats de la France métropolitaine dans laquelle la commune est exposée à un climat de montagne et est dans la région climatique  Ouest et nord-ouest du Massif Central, caractérisée par une pluviométrie annuelle de 900 à 1 500 mm, maximale en automne et en hiver.
Pour la période 1971-2000, la température annuelle moyenne est de 10,6 °C, avec  une amplitude thermique annuelle de 15,5 °C. Le cumul annuel moyen de précipitations est de 837 mm, avec 11,2 jours de précipitations en janvier et 7,5 jours en juillet. Pour la période 1991-2020, la température moyenne annuelle observée sur la station météorologique la plus proche, située sur la commune de Montluçon à 17 km à vol d'oiseau, est de 12,0 °C et le cumul annuel moyen de précipitations est de 637,1 mm,. Pour l'avenir, les paramètres climatiques de la commune estimés pour 2050 selon différents scénarios d’émission de gaz à effet de serre sont consultables sur un site dédié publié par Météo-France en novembre 2022.

## Urbanisme

### Typologie
Au 1er janvier 2024, Budelière est catégorisée commune rurale à habitat dispersé, selon la nouvelle grille communale de densité à 7 niveaux définie par l'Insee en 2022.
Elle est située hors unité urbaine. Par ailleurs la commune fait partie de l'aire d'attraction de Montluçon, dont elle est une commune de la couronne,. Cette aire, qui regroupe 58 communes, est catégorisée dans les aires de 50 000 à moins de 200 000 habitants,.

### Occupation des sols
L'occupation des sols de la commune, telle qu'elle ressort de la base de données européenne d’occupation biophysique des sols Corine Land Cover (CLC), est marquée par l'importance des territoires agricoles (73,4 % en 2018), une proportion sensiblement équivalente à celle de 1990 (73,3 %). La répartition détaillée en 2018 est la suivante : 
prairies (40,5 %), zones agricoles hétérogènes (25,8 %), forêts (23,4 %), terres arables (7,2 %), eaux continentales (1,9 %), zones urbanisées (1,3 %). L'évolution de l’occupation des sols de la commune et de ses infrastructures peut être observée sur les différentes représentations cartographiques du territoire : la carte de Cassini (XVIIIe siècle), la carte d'état-major (1820-1866) et les cartes ou photos aériennes de l'IGN pour la période actuelle (1950 à aujourd'hui).

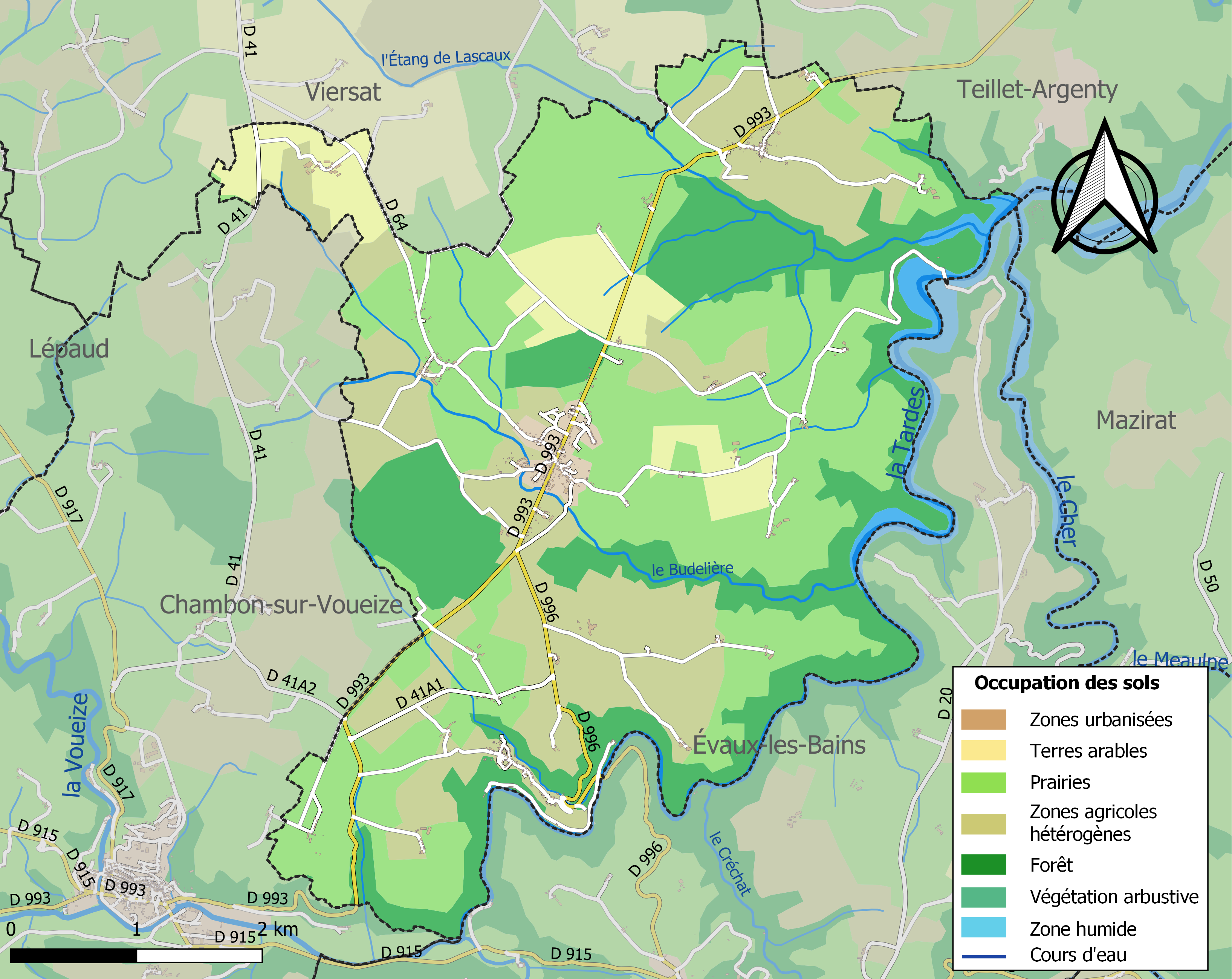
Carte des infrastructures et de l'occupation des sols de la commune en 2018 (CLC).

### Risques majeurs
Le territoire de la commune de Budelière est vulnérable à différents aléas naturels : météorologiques (tempête, orage, neige, grand froid, canicule ou sécheresse) et séisme (sismicité faible). Il est également exposé à un risque particulier : le risque de radon. Un site publié par le BRGM permet d'évaluer simplement et rapidement les risques d'un bien localisé soit par son adresse soit par le numéro de sa parcelle.

#### Risques naturels

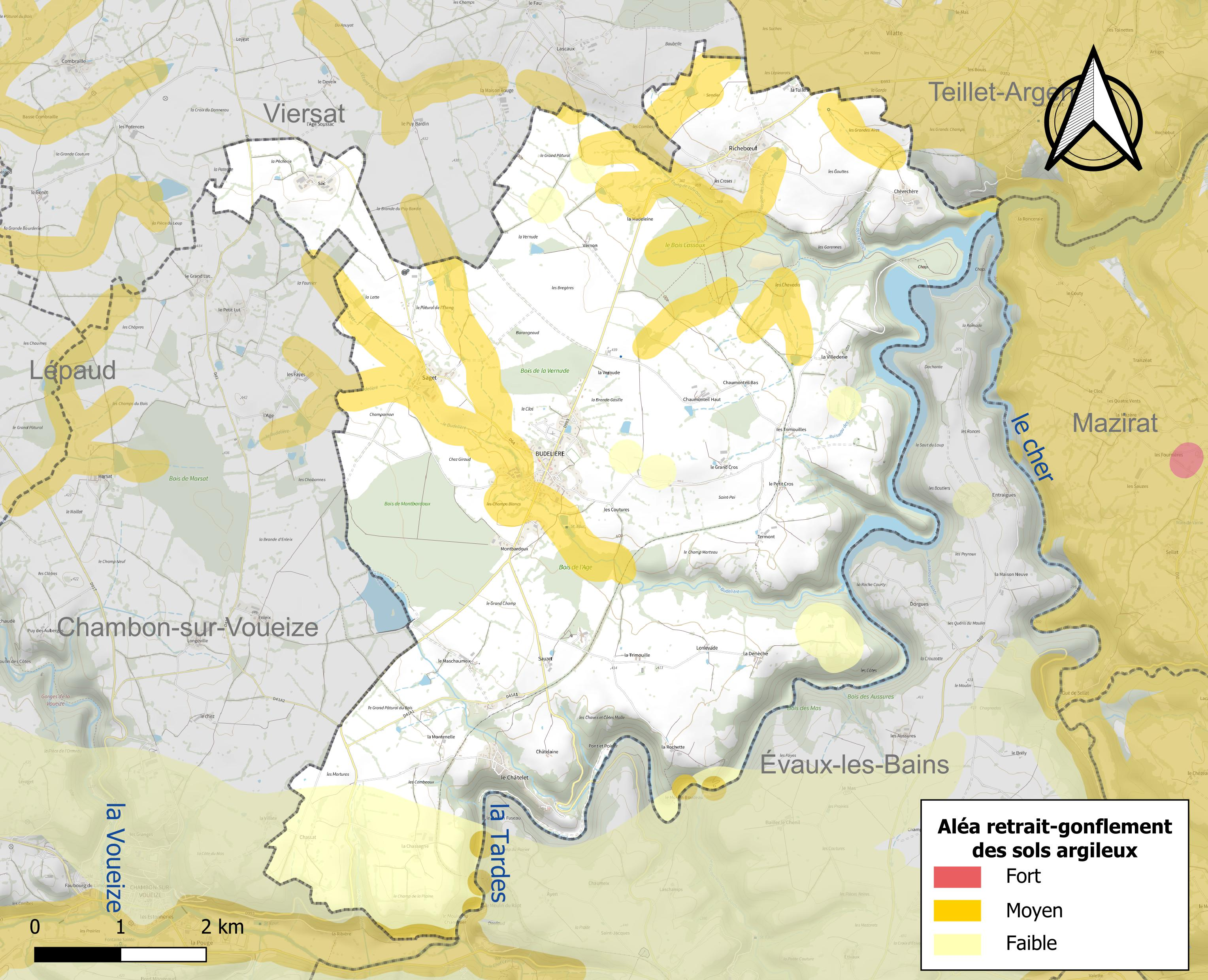
Carte des zones d'aléa retrait-gonflement des sols argileux de Budelière.

Le retrait-gonflement des sols argileux est susceptible d'engendrer des dommages importants aux bâtiments en cas d’alternance de périodes de sécheresse et de pluie. 14,3 % de la superficie communale est en aléa moyen ou fort (33,6 % au niveau départemental et 48,5 % au niveau national). Sur les 391 bâtiments dénombrés sur la commune en 2019, 59 sont en aléa moyen ou fort, soit 15 %, à comparer aux 25 % au niveau départemental et 54 % au niveau national. Une cartographie de l'exposition du territoire national au retrait gonflement des sols argileux est disponible sur le site du BRGM,.
Par ailleurs, afin de mieux appréhender le risque d’affaissement de terrain, l'inventaire national des cavités souterraines permet de localiser celles situées sur la commune.
La commune a été reconnue en état de catastrophe naturelle au titre des dommages causés par les inondations et coulées de boue survenues en 1982, 1994 et 1999. Concernant les mouvements de terrains, la commune a été reconnue en état de catastrophe naturelle au titre des dommages causés par des mouvements de terrain en 1999.

#### Risque particulier
Dans plusieurs parties du territoire national, le radon, accumulé dans certains logements ou autres locaux, peut constituer une source significative d’exposition de la population aux rayonnements ionisants. Certaines communes du département sont concernées par le risque radon à un niveau plus ou moins élevé. Selon la classification de 2018, la commune de Budelière est classée en zone 3, à savoir zone à potentiel radon significatif.

#### Transports en commun
- Réseau TransCreuse

## Toponymie
Ses habitants sont appelés les Budeliérois.
Le nom de la commune provient directement de l'occitan Budalièra.

## Histoire

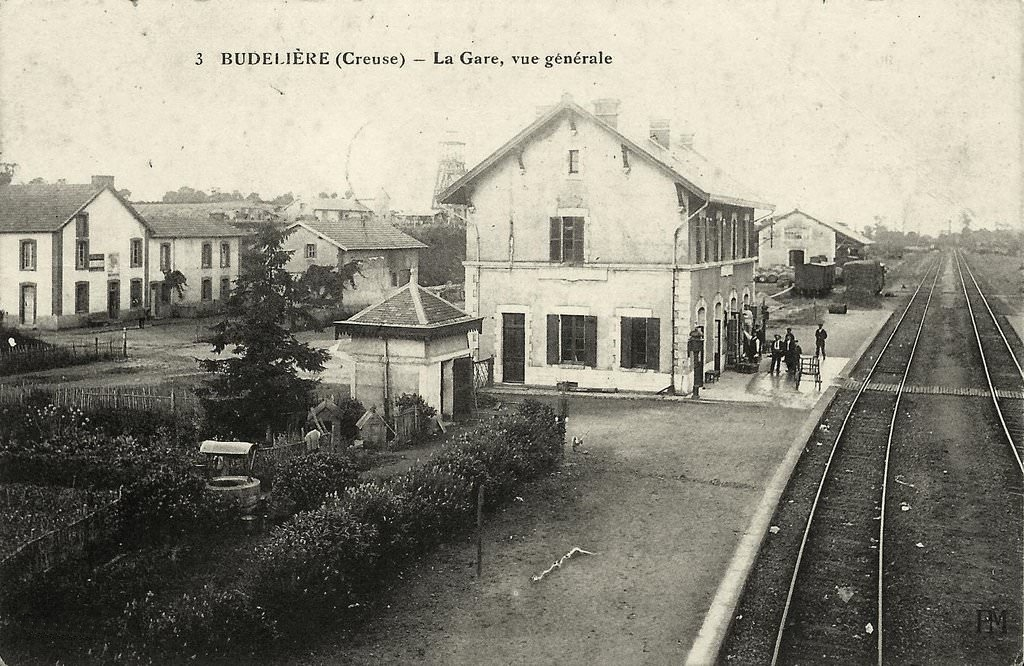
Carte postale de la gare vers 1920.

Cette commune est l'héritière d'un passé qui remonte à la fin du néolithique, avec la présence d'un ancien dolmen aujourd'hui en ruine, sur le site des Chavadis.
L'histoire de la commune se confond ensuite avec celle de deux de ces anciennes paroisses : les deux Châtelet. Ce sont le Châtelet ou Châtillon d'Entraigues, au confluent de la Tardes et du ruisseau de Lascaux, et le Châtelet-Landré, sur l'éperon rocheux entre la Tardes et le ruisseau du Châtelet. La première paroisse, ancien oppidum gaulois, avait une église dépendant du diocèse de Bourges. Elle était primitivement dédiée à saint Martin, puis à saint Marien et tardivement à sainte Radegonde. La seconde paroisse, mentionnée dans les bulles de 1119 et 1158, était dédiée à saint Martial et dépendait du diocèse de Limoges.
En 1834, la commune de Sainte-Radegonde (ou Saint de Chatelloy), fut supprimée pour être réunie au Châtelet-Landré ; cette commune de Sainte-Radegonde avait porté, durant la Révolution, le nom de Les Cottes.
En 1851, le siège de la commune est transféré du Châtelet-Landré à Budelière où existait déjà un habitat avec deux manoirs, Budelière et Le Clos.
En 1899, le hameau d'Entraigues passe de Budelière à Évaux-les-Bains.
La mine d'or du Châtelet est située sur la commune de Budelière, la mine a produit 11 tonnes d’or entre son ouverture en 1905 et sa fermeture en 1955.

## Politique et administration
| Période                                  | Période  | Identité            | Étiquette | Qualité                        |
| ---------------------------------------- | -------- | ------------------- | --------- | ------------------------------ |
| 1947                                     | 1989     | Raymond Aucouturier | PCF       | Conseiller général (1979-1989) |
| 1995                                     | 2001     | Claude Debouche     | DVG       | Enseignant                     |
| mars 2001                                | 2020     | Jacques Constantin  | DVD       |                                |
| 2020                                     | En cours | Lionel Couturier    | DVD       |                                |
| Les données manquantes sont à compléter. |          |                     |           |                                |

## Démographie
L'évolution du nombre d'habitants est connue à travers les recensements de la population effectués dans la commune depuis 1793. Pour les communes de moins de 10 000 habitants, une enquête de recensement portant sur toute la population est réalisée tous les cinq ans, les populations de référence des années intermédiaires étant quant à elles estimées par interpolation ou extrapolation. Pour la commune, le premier recensement exhaustif entrant dans le cadre du nouveau dispositif a été réalisé en 2007.

En 2022, la commune comptait 713 habitants, en évolution de −2,73 % par rapport à 2016 (Creuse : −3,32 %, France hors Mayotte : +2,11 %).
| 1793 | 1800 | 1806 | 1821 | 1831 | 1836 | 1841 | 1846 | 1851 |
| ---- | ---- | ---- | ---- | ---- | ---- | ---- | ---- | ---- |
| 400  | 408  | 426  | 421  | 439  | 733  | 718  | 767  | 782  |

| 1856 | 1861 | 1866 | 1872 | 1876 | 1881 | 1886 | 1891 | 1896 |
| ---- | ---- | ---- | ---- | ---- | ---- | ---- | ---- | ---- |
| 750  | 760  | 780  | 797  | 809  | 830  | 898  | 896  | 886  |

| 1901 | 1906 | 1911  | 1921 | 1926  | 1931  | 1936 | 1946 | 1954 |
| ---- | ---- | ----- | ---- | ----- | ----- | ---- | ---- | ---- |
| 757  | 789  | 1 066 | 731  | 1 136 | 1 019 | 867  | 830  | 915  |

| 1962 | 1968 | 1975 | 1982 | 1990 | 1999 | 2006 | 2007 | 2012 |
| ---- | ---- | ---- | ---- | ---- | ---- | ---- | ---- | ---- |
| 742  | 689  | 623  | 715  | 756  | 755  | 781  | 785  | 773  |

| 2017 | 2022 | - | - | - | - | - | - | - |
| ---- | ---- | - | - | - | - | - | - | - |
| 717  | 713  | - | - | - | - | - | - | - |

## Culture locale et patrimoine

### Lieux et monuments
- Église Saint-Martial du Châtelet. L'édifice a été classé au titre des monuments historique en 1996[24].
- Église Saint-Gaudens de Budelière.
- Chapelle Sainte-Radegonde de Budelière.

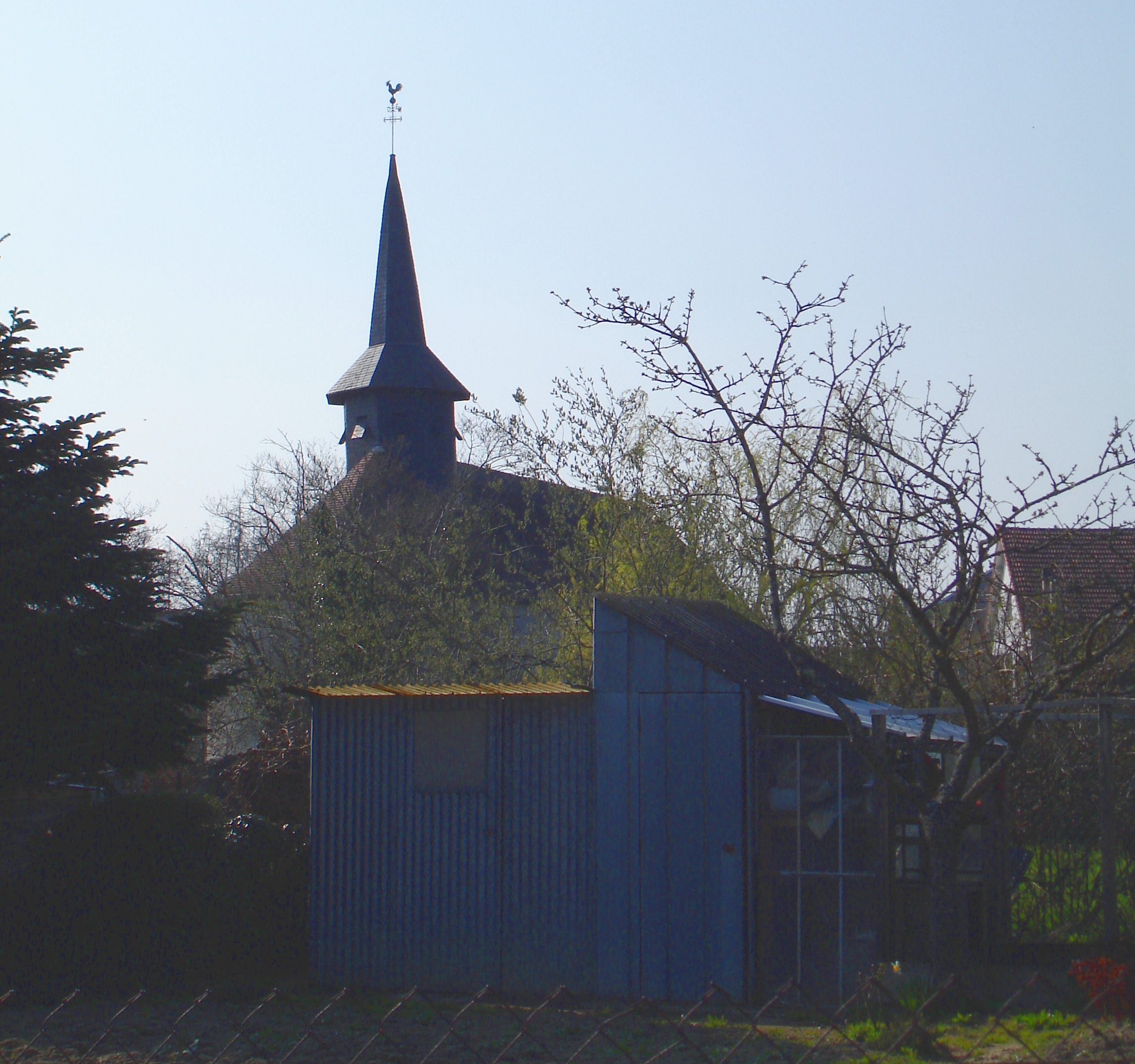
Église Saint Martial
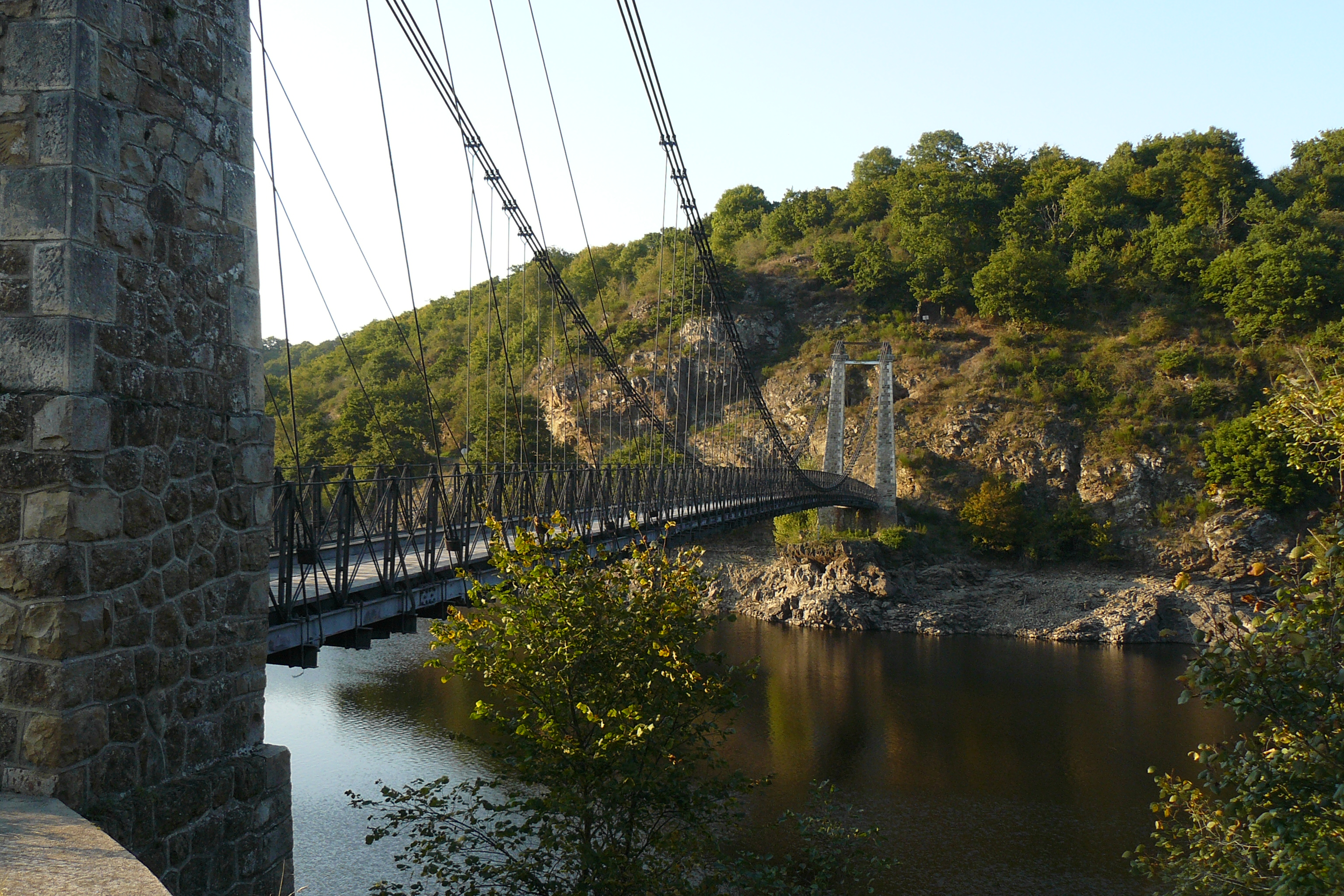
Pont suspendu sur la Tardes.
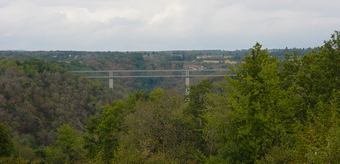
Viaduc de la Tardes, viaduc ferroviaire de Gustave Eiffel aujourd'hui désaffecté, inscrit aux Monuments historiques
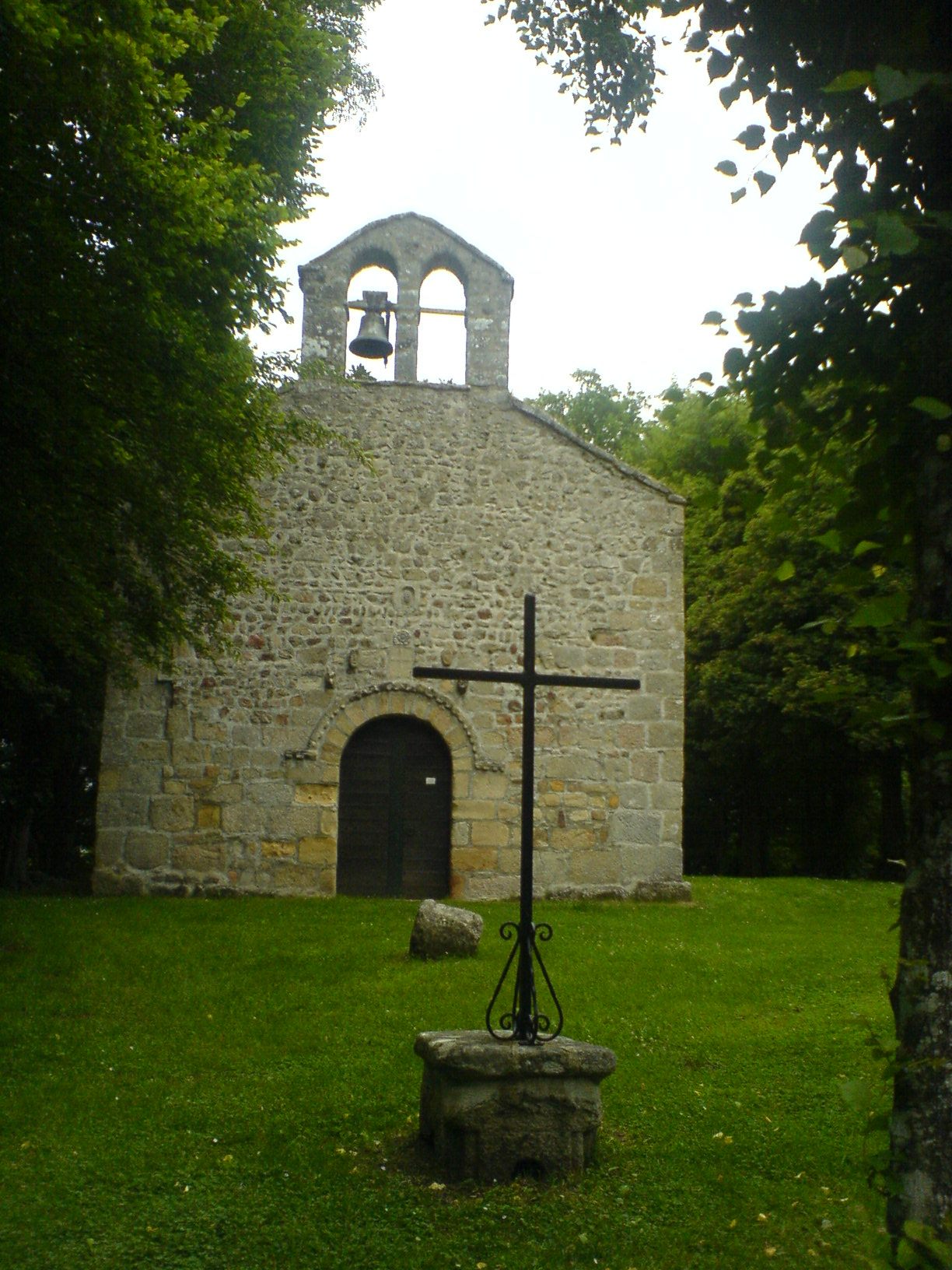
Chapelle Sainte-Radegonde.

### Personnalités liées à la commune
- François-Xavier Demaison (1973-), acteur et humoriste français dont le grand-père paternel avait une maison au Châtelet à Budelière et y a passé une partie de son enfance[25].